# Столац
Столац (на босненски: Stolac) е град в южната част на Босна и Херцеговина в състава на Херцеговско-неретвански кантон. Градът е разположен на брега на река Брегава, приток на Неретва.

## История
През Средновековието градът е известен също като Видовски град и с това име се споменава в харти от 1444 г. Същевременно в документи на Дубровнишката република е наричан Столац и двете имена се използвали паралелно почти до края на 19 век.
На три километра западно от града се намира големият некропол Радимиля, представляващ комплекс от стечки датиращи от 15 и 16 век. Тези впечатляващи надгробни камъни с изображения на Слънцето, Луната, човешки и животински фигури, и с надписи в памет на починалите, са често посещаван туристически обект. Сред надгробните камъни е и този на великия войвода на Босненското кралство Влатко Вукович Косача, сражавал се в Косовката битка.

## Население
Според данни от 2013 г. градът наброява 3957 жители докато в рамките на цялата община броят им е 14 889.